# Superfly (película de 2018)
Superfly es una película de acción dirigida por Director X. Es un remake de la película de crimen y drama de blaxploitation de 1972, Superfly y es protagonizada por Trevor Jackson, Jason Mitchell, Michael K. Williams, Lex Scott Davis y Jennifer Morrison.
Según nota de la productora Sony Pictures Releasing, la película no sería estrenada en España.

## Argumento
Youngblood Priest es un joven capo de la cocaína de Atlanta que trabaja en las calles desde que su mentor Scatter lo trajo a los once años. Vive con sus dos novias, Georgia y Cynthia.
Juju, miembro de la pandilla rival Snow Patrol, golpea a Cynthia y, al dispararle a Priest, golpea accidentalmente a un transeúnte. Los miembros de Snow Patrol se van mientras Priest le da dinero a la víctima y los dirige al centro de trauma.
Priest le confía a su segundo al mando, Eddie, que quiere dejar el tráfico de drogas y tiene un plan. Eddie lo respalda, pero Scatter se niega a ayudar. Juju sospecha que Priest atacó a Snow Patrol y planea tomar represalias. Snow Patrol deduce que el colega de Priest, Fat Freddie, fue uno de los asaltantes.
Fat Freddie es detenido por policías corruptos Franklin y Mason. Descubren cocaína y encuentran a Eddie en los contactos de Freddie. Con el arma de Mason en la cabeza de Freddie, la novia de Freddie revela su historial criminal y la identidad de Priest. Franklin mata a Freddie y Rochelle.
Mason amenaza con exponer el trato de Priest si no trabaja con ella. Peleando por las recriminaciones sobre la muerte de Freddie, Priest deja a Eddie inconsciente. Scatter sorprende a Priest en el funeral de Freddie y le ordena que se reúna con su proveedor Adalberto, después de descubrir que Priest hizo un trato secreto para obtener más productos. Adalberto mata a Scatter al darse cuenta de que le estaba robando. Adalberto amenaza a Priest, diciéndole que nunca podrá salir del juego.
Los miembros de Snow Patrol liderados por Juju disparan contra la mansión de Priest. Cynthia muere y Priest y Georgia incendian la mansión. Persiguiendo a Priest, Juju resulta herido y Q muere en un accidente automovilístico. Eddie finge lealtad a Snow Patrol y los engaña en una emboscada donde son asesinados por Mason y otros policías alertados por Priest.
Priest agradece a Eddie por su ayuda y se prepara para irse del país con Georgia. Chantajea al alcalde con un video sexual y promete que el alcalde ganará las próximas elecciones. Adalberto es ejecutado por orden de su madre después de que esta recibe pruebas de que incriminó a su hermano por un delito. En lugar de sobornar a Mason, Priest avisa a la policía y la arrestan por posesión de cocaína.
Priest conoce a Franklin y lo golpea para vengar el asesinato de Freddie. Habiendo liquidado sus obligaciones comerciales y con sus enemigos muertos o bajo custodia, Priest y Georgia se relajan en un crucero en Montenegro.

## Reparto
- Trevor Jackson como Youngblood Priest.
- Jason Mitchell como Eddie.
- Michael K. Williams como Scatter.
- Lex Scott Davis como Georgia.
- Jennifer Morrison como Detective Mason.
- Jacob Ming-Trent como Fat Freddie.
- Andrea Londo como Cynthia.
- Esai Morales como Adalberto González.
- Terayle Hill como Dee.
- Allen Maldonado como Litty.
- Al-Jaleel Knox como Shooter.
- Big Boi como El Alcalde Atkins.
- Angel Love como Hot CoCo.
- Rick Ross como Racks.
- Lecrae como Funeral Rapper.
- Dawntavia Bullard como Monique.
- Zaytoven como Artista.
- Kinfolk Kia Shine como Big Man.
- Omar Chaparro

## Producción
La filmación comenzó en enero de 2018 en Atlanta, Georgia.

## Recepción
Superfly recibió reseñas mixtas de parte de la crítica y de la audiencia. En la página web Rotten Tomatoes, la película obtuvo una aprobación de 54%, basada en 102 reseñas, con una calificación de 5.3/10, mientras que de parte de la audiencia tuvo una aprobación de 45%, basada en más de 500 votos, con una calificación de 3.0/5.
Metacritic le dio a la película una puntuación 52 de 100, basada en 30 reseñas, indicando "reseñas mixtas o promedio". Las audiencias encuestadas por CinemaScore le han dado a la película una "B+" en una escala de A+ a F, mientras que en el sitio web IMDb los usuarios le han dado una calificación de 5.2/10, sobre la base de 6662 votos.